# Síndrome do leite e alcalinos
Na medicina, a síndrome do leite e alcalinos é caracterizada por níveis elevados de cálcio no sangue e alcalose metabólica causada pela ingestão de muito cálcio e álcali absorvível. Fontes comuns de cálcio e álcali são os suplementos dietéticos tomados para prevenir a osteoporose e os antiácidos. Se não for tratada, essa síndrome pode causar insuficiência renal ou até mesmo a morte. É também denominada síndrome do leite-álcali ou, ainda, síndrome do cálcio-álcali. 
Era mais comum no início do século XX, mas desde a década de 1990 houve um aumento no número de casos relatados, o que serviu de alerta sobre o mal e seus agentes causadores.

## Sinais e sintomas
Os sintomas mais comuns são falta de apetite, tontura, dor de cabeça, confusão, psicose, cálculo renal e boca seca. Exames laboratoriais podem mostrar que uma pessoa com a síndrome tem de fato cálcio alto no sangue, insuficiência renal e alcalose metabólica.

## Causas
A síndrome lacto-alcalina é causada pela ingestão de muito cálcio, geralmente na forma de suplementos dietéticos para prevenir a osteoporose, e álcali absorvível, como encontrados nos medicamentos antiácidos.

## Mecanismo
O mecanismo pelo qual a ingestão de muito cálcio e álcali leva à síndrome não é claro, pois o corpo humano tem a capacidade de regular rigidamente os níveis de cálcio. A função renal prejudicada é um fator de risco, mas mesmo pessoas com rins saudáveis podem desenvolver a síndrome.

## Diagnóstico
Para o diagnóstico conclusivo, o hiperparatireoidismo primário deve ser excluído. Normalmente, o PTH é suprimido. Os níveis de fósforo geralmente diminuem, enquanto os níveis de creatinina e bicarbonato se elevam.

## Tratamento e resultados
O tratamento envolve a interrupção da ingestão de suplementos de cálcio e de outros agentes alcalinos que se esteja tomando, além da hidratação. Em casos graves, pode ser necessária hospitalização. Nesse caso, solução salina pode ser administrada por via intravenosa.
Se a insuficiência renal estiver avançada, será necessário tratamento para isso, ou seja, a submissão a uma diálise crônica. Em casos leves, a recuperação total é esperada. Em casos graves, pode ocorrer insuficiência renal permanente ou morte. 

## Epidemiologia
Entre as pessoas hospitalizadas com níveis elevados de cálcio no sangue, a síndrome lacto-alcalina é a terceira causa mais comum, depois do hiperparatireoidismo e do câncer.